# Joshiro Maruyama
Joshiro Maruyama (Japans: 丸山城志郎, Maruyama Jōshirō) (Miyazaki, 11 augustus 1993) is een Japans judoka. Maruyama is tweevoudig wereldkampioen in de klasse tot 66 kilogram. Hij won goud tijdens de Wereldkampioenschappen van 2019 en 2021. Tijdens de werelkampioenschappen van 2022 en 2023 moest hij zich tevreden stellen met de zilveren medaille nadat hij in de finale was verslagen door Hifumi Abe, zijn landgenoot en belangrijkste rivaal voor Olympische kwalificatie.

## Resultaten
Aziatische Spelen 2018 in Jakarta –66 kg
 Wereldkampioenschappen 2019 in Tokio –66 kg
 Wereldkampioenschappen 2021 in Boedapest –66 kg
 Wereldkampioenschappen 2022 in Tasjkent –66 kg
 Wereldkampioenschappen 2023 in Doha –66 kg